# Antoni Martí Bages
Antoni Martí Bages (Mont-roig del Camp, 1896 - Peiriac de Menerbés, França, 1944 o 1947) va ser un polític i periodista català.
De molt jove va treballar en una sastreria a Reus i després va ser soci d'una empresa dedicada al mobiliari. Col·laborà al diari Foment, portaveu del Foment Nacionalista Republicà a partir de 1909. El 1910 escrivia a la revista Foc Nou, del Grup Modernista de Reus. El 1913 publicà a La Justicia Social, portaveu socialista i hi seguí fins al 1916. Va publicar també poemes i narracions a El Rossinyol, última revista modernista reusenca. Col·laborà assíduament a Les Circumstàncies i a petició de Joaquim Santasusagna va escriure articles de crítica teatral a la Revista del Centre de Lectura, on formà part de la minoria renovadora que rellançà la Revista a partir de 1920. Col·laborà també al diari Reus i a Ciutat, diari de la tarda. El 1922 va ser un dels fundadors de l'Associació de la Premsa de Reus.
Va ser president del Reus Deportiu del 1929 al 1933 i n'inicià el seu butlletí. Afiliat a Acció Catalana, va ser regidor a l'Ajuntament de Reus en diverses ocasions, i alcalde de la ciutat durant uns mesos del 1931 i 1932, quan va substituir Evarist Fàbregas. Regidor d'hisenda durant la guerra civil, s'exilià a França a l'entrada dels franquistes a Reus. Explica el poeta i memorialista Xavier Amorós que la biblioteca de l'antic alcalde, confiscada per la Falange en la postguerra, va fer cap a la biblioteca de la societat El Círcol, i ell llegia el 1940 els llibres de la biblioteca de Martí que eren escrits en català, en aquell lloc rodejat de falangistes. Va morir a l'exili el 1944 segons Canyameres, o el 1947 segons Josep Olesti, autor d'un Diccionari biogràfic de reusencs. La ciutat de Reus li ha dedicat un carrer.